# Starry sky (capsuleの曲)
『Starry sky』（スターリー・スカイ）は、2006年12月13日にcontemodeより発売されたcapsuleの7枚目の数量限定アナログ12インチシングルである（品番： YCJC-10004）。

## 楽曲について
A1.Starry sky (extended version)
発売当初の記述や、ジャケット裏の曲目では、(extended version)との表記はなかった。アルバム「Sugarless GiRL」では「Starry Sky」と表記が変更されている（二つ目の"s"が大文字になった）。アルバム版とは大幅にアレンジが異なる。
B1.Reality
アルバム「Sugarless GiRL」では「REALiTy」と表記されている。アルバム版とは少しアレンジが異なる。
B2.Sugarless GiRL (extended version)
Starry skyと同様に、発売当初の記述や、ジャケット裏の曲目では、(extended version)との表記はなかった。アルバム「Sugarless GiRL」に収録されたバージョンとは大幅にアレンジが異なり、『けど』という歌詞（2番サビの後「灰色の〜...〜ほどじゃない」の直後）はアルバム版ではカットされている。

## 収録曲について
全作詞・全作曲：中田ヤスタカ
| #  | タイトル                          | 作詞 | 作曲・編曲 | 時間 |
| -- | --------------------------------- | ---- | ---------- | ---- |
| 1. | 「Starry sky (extended version)」 |      |            | 7:40 |

| #  | タイトル                              | 作詞 | 作曲・編曲 | 時間 |
| -- | ------------------------------------- | ---- | ---------- | ---- |
| 1. | 「Reality」                           |      |            | 4:24 |
| 2. | 「Sugarless GiRL (extended version)」 |      |            | 6:20 |